# Erick Pulgar

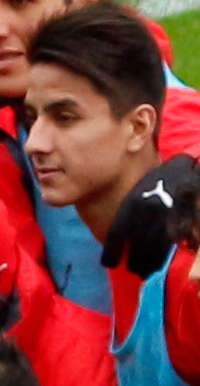

Erick Pulgar, född 15 januari 1994 i Antofagasta, är en chilensk fotbollsspelare som spelar för Flamengo. Han representerar även det chilenska landslaget.

## Karriär
Den 3 februari 2022 lånades Pulgar ut av Fiorentina till turkiska Galatasaray på ett låneavtal över resten av säsongen. Den 29 juli 2022 värvades Pulgar av brasilianska Flamengo, där han skrev på ett 3,5-årskontrakt.